# 旭川赤十字病院
旭川赤十字病院（あさひかわせきじゅうじびょういん）は、北海道旭川市にある病院。

## 概要
北海道内初の救命救急センターに指定され、道北ドクターヘリの基地病院として道北の第3次医療を担っている。また、地域医療支援病院にも認定されており、各医療機関からの紹介患者や救急患者の外来診療と急性期の入院治療を専門に高度急性期病院としての役割も担っている。医療看護支援のピクトグラムを日本国内で初めて本格的に導入した。2024年11月21日時点、北海道選挙管理委員会より、不在者投票のできる施設の一つとして指定されている。

## 沿革
- 1915年（大正04年）：「日本赤十字社北海道支部仮病院」として札幌に開設[8]。救護看護婦養成所開所[8]。
- 1923年（大正12年）：「日本赤十字社北海道支部病院」として現在地に移転[8]。
- 1938年（昭和13年）：陸軍衛生幇助病院（旭川陸軍病院旭川赤十字病院）として傷病兵収容[8]。
- 1940年（昭和15年）：「日本赤十字社北海道支部旭川病院」と改称[8]。陸軍衛生幇助病院解除[8]。
- 1941年（昭和16年）：看護婦・看護学生寄宿舎新築[8]。
- 1943年（昭和18年）：「旭川赤十字病院」と改称[8]。
- 1945年（昭和20年）：再度、陸軍衛生幇助病院(旭川陸軍病院赤十字病院)となる（同年解除）[8]。
- 1947年（昭和22年）：旭川赤十字病院附属層雲峡診療所開設[8]。
- 1954年（昭和29年）：結核病棟増築[8]。
- 1955年（昭和30年）：精神病棟増築[8]。
- 1958年（昭和33年）：総合病院認可[8]。
- 1961年（昭和36年）：精神神経科・小児科病棟増築[8]。
- 1966年（昭和41年）：本館新築[8]。
- 1970年（昭和45年）：高等看護学院、看護婦・看護学生寄宿舎増改築[8]。
- 1975年（昭和50年）：精神病棟増改築、層雲峡診療所増改築[8]。
- 1978年（昭和53年）：救命救急センター増改築[8]。
- 1979年（昭和54年）：医師共同住宅増改築[8]。
- 1987年（昭和62年）：新本館増改築、結核病床廃止[8]。
- 1989年（平成元年）：健診センター新設[8]。増改築改修工事終了[8]。
- 1994年（平成6年）：旭川赤十字訪問看護ステーション開設[8]。
- 1999年（平成11年）：旭川赤十字病院附属層雲峡診療所閉鎖[8]。
- 2003年（平成15年）：旭川赤十字看護専門学校閉校[8]。
- 2008年（平成20年）：新館完成[8]。
- 2009年（平成21年）：道北ドクターヘリ運航開始[8]。
- 2010年（平成22年）：増改築工事終了[8]。
- 2013年（平成25年）：入院支援センター開設[8]。
- 2016年（平成28年）：教育研修センター設置[8]。

## 機関指定
| 保険医療機関                       | 国民健康保険療養取扱機関                         |
| 生活保護法指定病院                 | 労災保険法指定病院                               |
| 更生医療指定病院                   | 育成医療指定病院                                 |
| 養育医療指定病院                   | 結核予防法指定病院                               |
| 原爆被爆者医療指定病院             | 優生保護法指定病院                               |
| 救急告示病院（救急指定病院）       | 第二次救急指定病院・第三次救急指定病院           |
| 地域医療支援病院                   | 災害拠点病院（地域災害医療センター）             |
| エイズ治療拠点病院                 | 地域周産期母子医療センター                       |
| 臨床研修指定病院（医師・歯科医師） | DPC（診断群分類包括評価）対象病院                |
| 北海道がん診療連携指定病院         | 北海道DMAT（災害派遣医療チーム）指定医療機関一覧 |
| 医療被ばく低減施設                 |                                                  |

## 診療科等
診療科
- 糖尿病・内分泌内科
- 精神科（休診中）
- 呼吸器内科
- 消化器内科
- 循環器内科
- 腎臓内科
- 小児科
- 外科
- 整形外科
- 形成外科
- 脳神経外科
- 心臓血管外科
- 泌尿器科
- 産婦人科
- 眼科
- 耳鼻咽喉科
- 麻酔科
- 歯科口腔外科
- 神経内科
- 血液・腫瘍内科
- 皮膚科
- 救急科
- 放射線科
- 地域連携科
- 病理診断科

センター
- 救命救急センター
- 健診センター

部門
- 看護部
- 薬剤部
- 医療技術部
- 医療支援センター
- 医療安全推進室
- 感染管理室
- 医療の質管理室
- 教育研修推進室
- リハビリテーション科

## 施設認定
| 日本乳癌学会認定施設                     | 日本眼科学会専門医制度研修施設               |
| 日本内科学会認定医制度教育関連病院認定   | 日本外科学会認定医制度修練施設               |
| 日本呼吸器外科学会専門医制度関連施設     | 日本集中治療医学会集中治療専門医研修施設     |
| 日本病理学会認定病院                     | 日本血液学会認定医研修施設                   |
| 日本口腔外科学会認定医制度研修機関       | 日本脳神経外科学会専門医認定制度指定訓練場所 |
| 日本整形外科学会専門医制度研修施設       | 日本産科婦人科学会認定医制度卒後研修指導施設 |
| 日本麻酔科学会麻酔指導病院               | 日本腎臓学会研修施設                         |
| 日本神経学会教育施設                     | 日本形成外科学会認定施設                     |
| 日本救急医学会認定医指定施設             | 日本臨床細胞学会認定施設                     |
| 日本消化器外科学会専門医制度認定施設     | 日本小児科学会認定医制度研修施設             |
| 日本循環器学会認定循環器専門医研修施設   | 日本呼吸器内視鏡学会認定施設                 |
| 日本糖尿病学会認定教育施設               | 日本耳鼻咽喉科学会認定専門医制度研修施設     |
| 日本プライマリ・ケア学会認定医研修施設   | 日本透析医学会認定医制度認定施設             |
| 日本泌尿器科学会専門医教育施設           | 日本消化器病学会認定施設                     |
| 日本静脈経腸栄養学会実地修練認定教育施設 | 日本消化器内視鏡学会専門医制度指導施設       |
| 日本癌治療学会がん治療専門医認定施設     | 日本内分泌学会内分泌代謝専門医認定教育施設   |
| 日本医学放射線学会放射線科専門医修練機関 | 日本肝臓学会認定施設                         |
| 日本航空医療学会指定施設                 | 日本皮膚科学会認定専門医研修施設             |

## アクセス
- 旭川電気軌道「曙1条2丁目」「曙1条1丁目」バス停下車
- 北海道旅客鉄道（JR北海道）旭川駅から車で約5分、徒歩約15分
- 道央自動車道旭川鷹栖ICから車で約15分

## テレビ番組
- 日経スペシャル カンブリア宮殿 日本の医療に警告！北の大地の天才脳外科医（2011年2月24日、テレビ東京）[9]